# Горњи Крњин
Горњи Крњин је насеље у општини Лепосавић на Косову и Метохији. Површина катастарске општине Горњи Крњин где је атар насеља износи 949 ha. Припада месној заједници Лепосавић. Насеље се налази са леве стране реке Ибар, око 4 km северозападно од Лепосавића. Ово село се налази на надморској висини од 452 метра и има добар географски положај. Асфалтни пут пролази кроз цело село преко мостова на реци Ибру је повезано са главном саобраћајницом. Постоји веровање да је село добило назив од мушког имена Крњо. У писаним документима назив овог села се помиње у Повељи цара Уроша од 15. јула 1363. године. У овом селу се налазе остаци латинске цркве што показује да је село постојало и пре XIV века, али под другим називом. До 1971. године у селу је радила четвороразредна школа, а данас деца из овог села похађају школу у Лепосавићу.

## Демографија
- попис становништва 1948: 423
- попис становништва 1953: 437
- попис становништва 1961: 430
- попис становништва 1971: 345
- попис становништва 1981: 301
- попис становништва 1991: 275

У насељу 2004. године живи 275 становника и броји 70 домаћинстава. Данашњи родови су: Марковићи, Арсенијевићи, Секулићи, Рајовићи, Симићи, Пешићи, Глишовићи, Бараћи, Александровићи, Аврамовићи, Баловићи, Јовановићи, Вуловићи, Стефановићи, Радојевићи, Костовићи, Костићи и Спасићи.